# Вахули
Ваху́ли — село в Україні, у Яворівському районі Львівської області. Населення становить 97 осіб.
Орган місцевого самоврядування — Яворівська міська рада.

## Назва
За роки радянської влади село в документах називали «Вакули». 1989 р. селу надали сучасну назву.